# Prakttidlösa
Prakttidlösa (Colchicum speciosum) är en tidlöseväxtart som beskrevs av Christian von Steven. Enligt Catalogue of Life ingår Prakttidlösa i släktet tidlösor och familjen tidlöseväxter, men enligt Dyntaxa är tillhörigheten istället släktet tidlösor och familjen tidlöseväxter. Arten förekommer tillfälligt i Sverige, men reproducerar sig inte. Inga underarter finns listade i Catalogue of Life.

## Bildgalleri

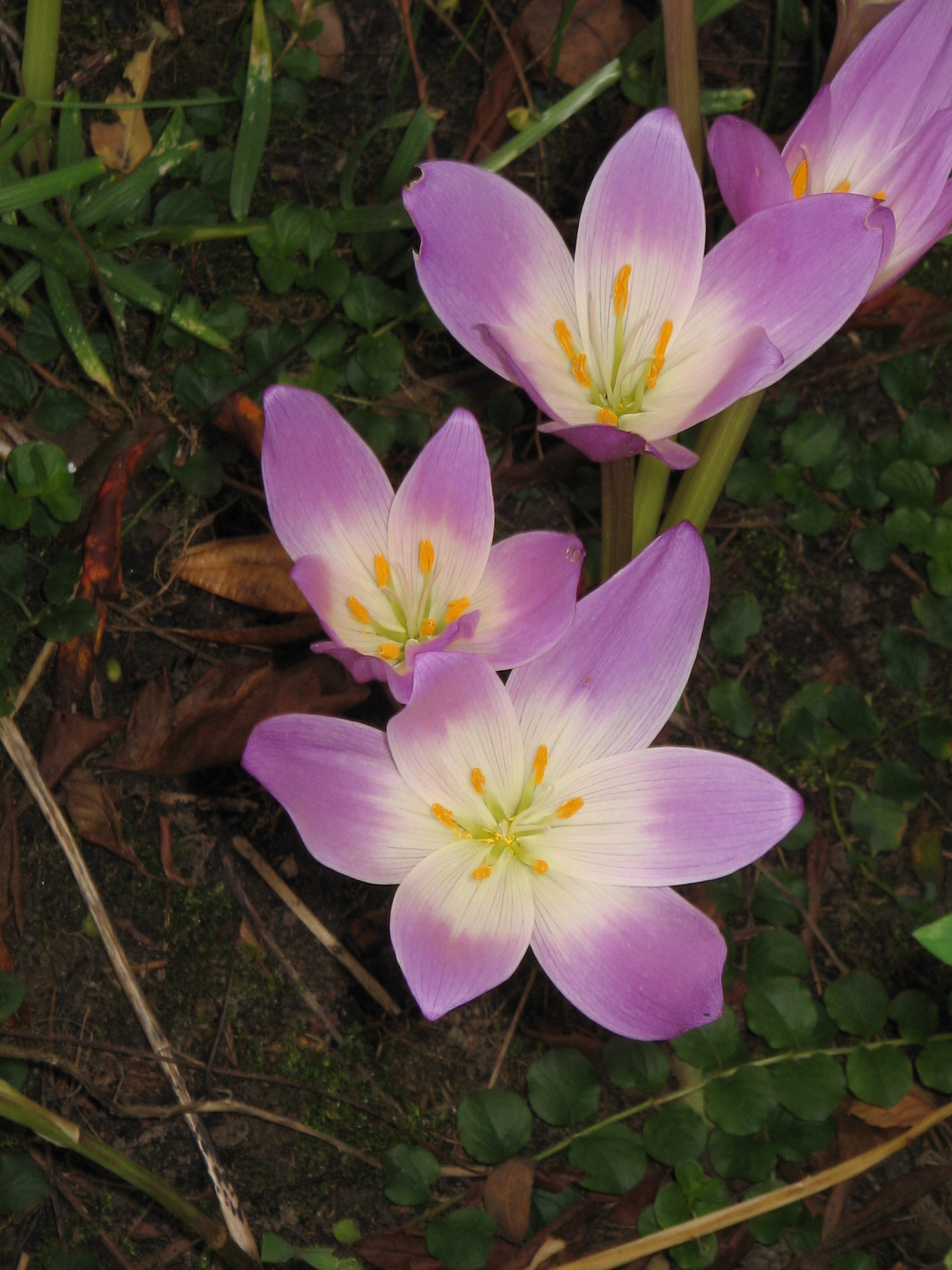
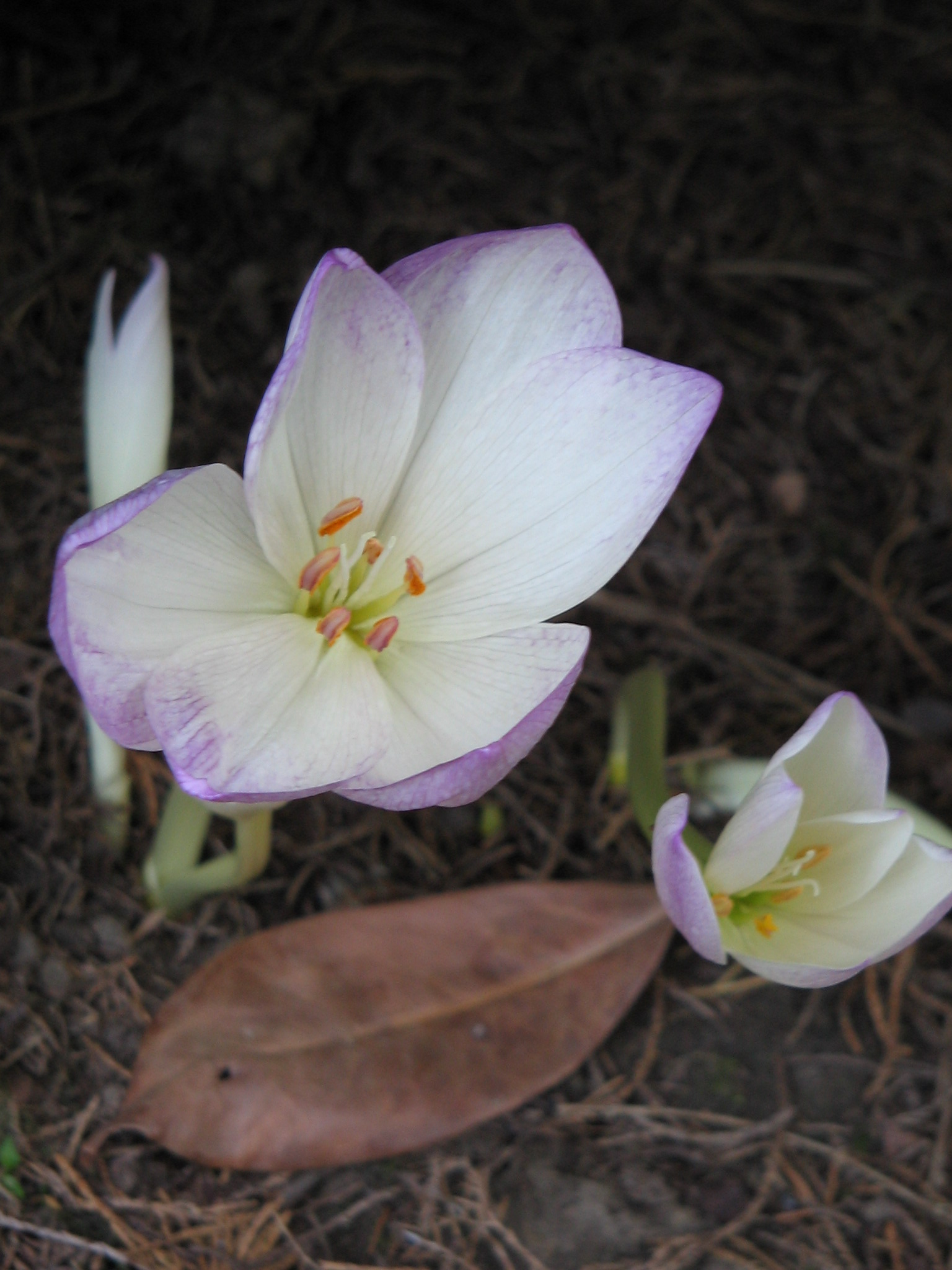
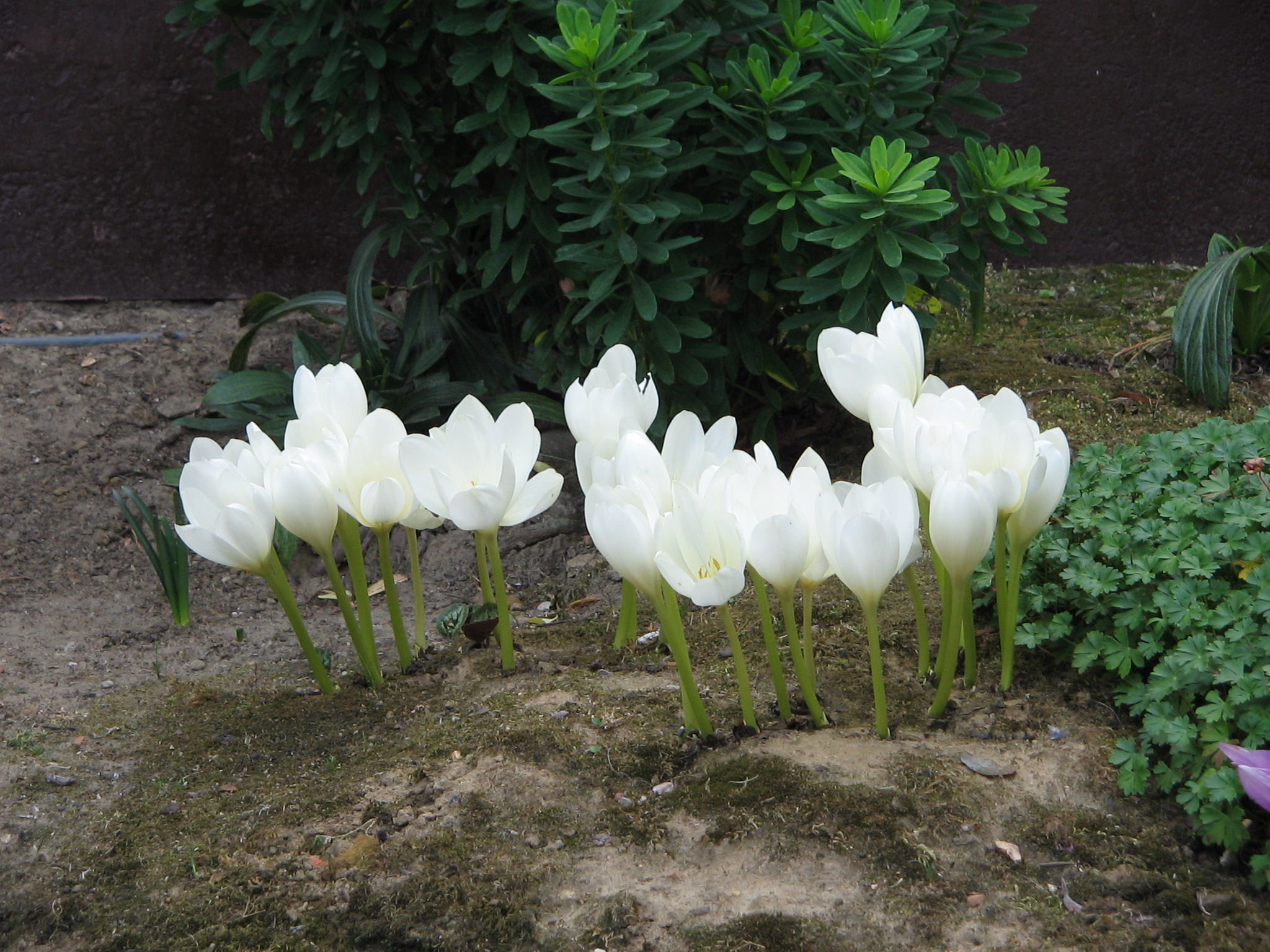
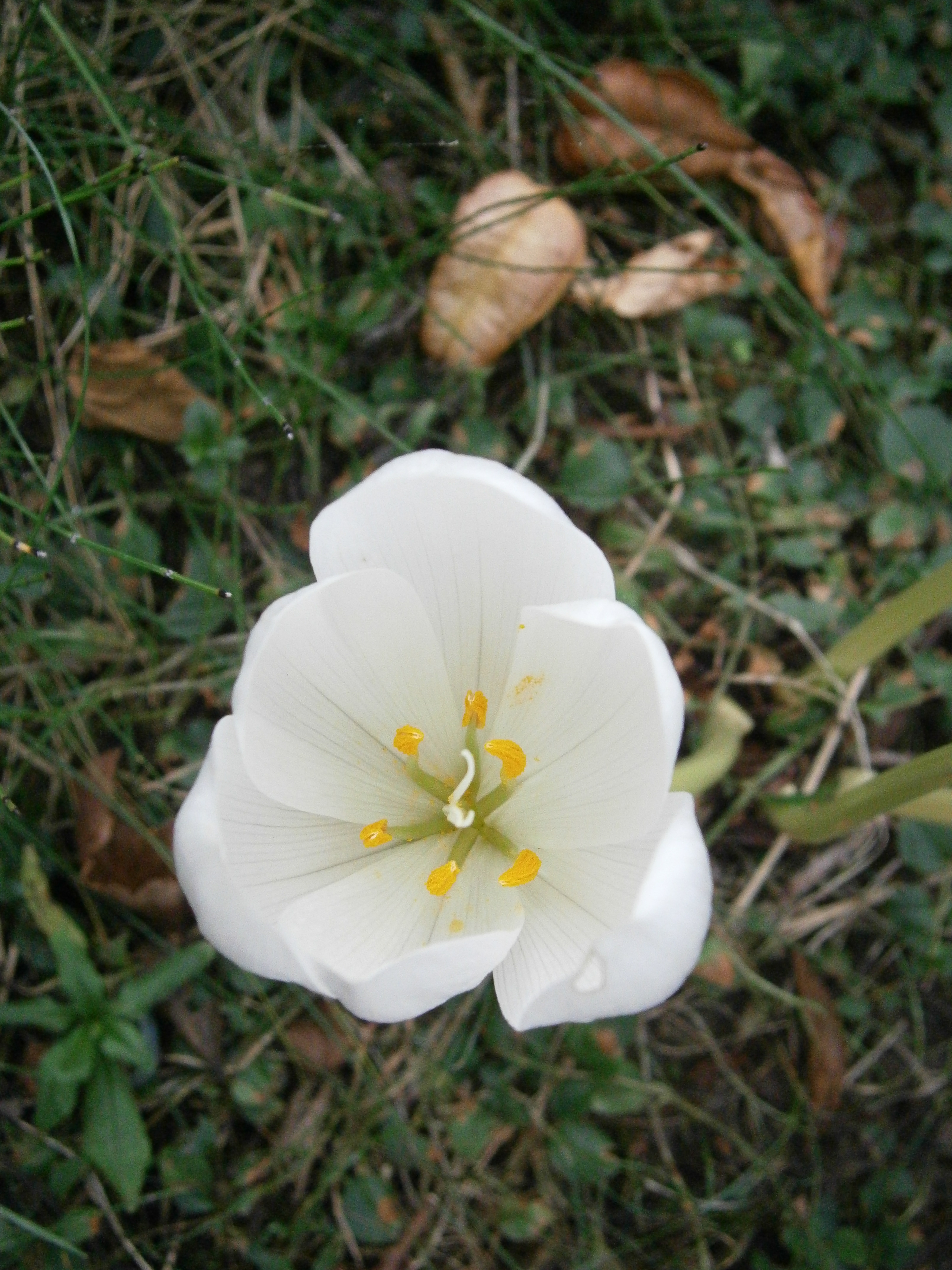